# Zeetoo
Zeetoo är ett företag som tillverkar ett tillbehör till mobiltelefoner som gör det lättare att spela spel på mobila enheter. Tillbehöret kallas Zeemote och påminner till utseendet om en nunchuk till Nintendo Wii och kommunicerar med den mobila enheten via Bluetooth. Tillbehöret har testats mot en rad olika tillverkare av mobiltelefoner och uppges bland annat att fungera tillsammans med mobiltelefoner från Motorola, Nokia, Samsung, Sony Ericsson och LG.